# 北京市通州区中山街小学
39°54′21″N 116°38′49″E / 39.90584°N 116.647036°E
中山街小学是一家北京市通州区教育委员会直属的小学，位于北京市通州区新华西街16号。校园占地11.175亩，建筑面积3694平方米。

## 历史
- 1912年，京兆师范学校附属小学建立，位于宛平县卢沟桥[1]。
- 1920年，学校随顺天府西路厅搬迁到通县新城北街73号的关帝庙旁边[2]。
- 1928年，师范学校改名为河北省立第十师范学校，小学随之改名为河北省立第十师范学校附属小学[2]。
- 通州地区最早的中国共产党党员魏颂尧曾于1921至1926年在中山街小学任教[1]。
- 1933年，改名为河北省立通县师范学校附属小学[2]。
- 1935年，改名为冀东通县师范学校附属小学[2]。
- 1945年，改名为河北省通县师范学校附属小学[2]。
- 1961年[2]或1969年[1]，更名为通县中山街小学。
- 1997年9月，随着通州撤县设区，改名为北京市通州区中山街小学[2]。
- 2012年5月15日，中山街小学组织了建校100周年校庆活动[3]。

## 周边
小学校园原是公理会。同治六年（1867年），美国耶稣教公理会牧师姜戴德、富善租用鱼市口北侧的民宅作教堂进行传教，光绪四年（1878年），教堂迁移到北后街今中山街小学校园的位置。1871年，在北后街创建的八境神学院，是潞河中学的前身，1895年迁至通州城南。1900年义和团运动中，教堂被烧毁。
学校北侧的的新华西街原是城墙，城墙上在校门口的位置曾有北极阁。